# Бондаренко Богдан Вікторович
Богда́н Ві́кторович Бондаре́нко (30 серпня 1989, Харків) — український легкоатлет, що спеціалізується в стрибках у висоту, бронзовий призер Олімпійських ігор 2016 року, чемпіон світу (2013), володар національного рекорду. Найкращі результати: 2,27 м у приміщенні та 2,42 м — на відкритому повітрі.

## Кар'єра

### Основні досягнення
| Рік  | Змагання                        | Місто                    | Місце      | Примітки      |
| ---- | ------------------------------- | ------------------------ | ---------- | ------------- |
| 2006 | Молодіжний Чемпіонат світу      | Пекін, Китай             | 3          | 2.26 м        |
| 2007 | Молодіжний Чемпіонат Європи     | Генгело, Нідерланди      | 9          | 2.14 м        |
| 2008 | Молодіжний Чемпіонат світу      | Бидгощ, Польща           | 1          | 2.26 м        |
| 2009 | Чемпіонат Європи у приміщенні   | Турин, Італія            | 9          | 2.20 м        |
| 2011 | Молодіжний Чемпіонат Європи U23 | Острава, Чехія           | 1          | 2.30 м        |
| 2011 | Літня Універсіада 2011          | Шеньчжень, Китай         | 1          | 2.28 м        |
| 2011 | Чемпіонат світу                 | Тегу, Південна Корея     | 15 (квал.) | 2.28 м        |
| 2012 | Чемпіонат Європи                | Гельсінкі, Фінляндія     | 11         | 2.29 м        |
| 2012 | Олімпійські ігри                | Лондон, Велика Британія  | 7          | 2.29 м        |
| 2013 | Командний Чемпіонат Європи      | Ґейтшид, Велика Британія | 1          | 2.28 м        |
| 2013 | Чемпіонат світу                 | Москва, Росія            | 1          | 2.41 м        |
| 2014 | Чемпіонат Європи                | Цюрих, Швейцарія         | 1          | 2.35 м        |
| 2014 | Континентальний кубок           | Марракеш, Марокко        | 1          | 2.37 м        |
| 2015 | Чемпіонат світу                 | Пекін, Китай             | 2          | 2.33 м        |
| 2016 | Олімпійські ігри                | Ріо-де-Жанейро, Бразилія | 3          | 2.33 м        |
| 2017 | Чемпіонат світу                 | Лондон, Велика Британія  | 9          | 2.25 м        |
| 2019 | Європейські ігри                | Мінськ, Білорусь         | 3          | 2.21 м        |
| 2019 | Європейські ігри                | Мінськ, Білорусь         | 1          | Команда (DNA) |
| 2019 | Чемпіонат світу                 | Доха, Катар              | –          | NM            |

### 2011
Переможець XXVI літньої Універсіади 2011 року. На Олімпійських іграх 2012 року зайняв 7 місце.

### 2013
22 червня 2013 р. здобув перемогу на командному чемпіонаті Європи з легкої атлетики, стрибнувши на 2,28 м.

#### Діамантова ліга 2013
18 травня 2013 р. на етапі Діамантової ліги в Шанхаї здобув срібло показавши результат 2,33 м. Спортсмен із Катару показав такий самий результат, але використав менше спроб. Завдяки високим результатам Бондаренка обрали найкращим легкоатлетом травня 2013 р. Європи.
30 червня 2013 року переміг в етапі Діамантової ліги в Бірмінгемі показавши результат 2,36 м. 4 липня на наступному етапі Діамантової ліги в Лозанні знову переміг, стрибнувши на 2,41 м. Цей результат став найкращим в кар'єрі, побивши попередній на 5 см. Цим стрибком Б. Бондаренко встановив новий рекорд України зі стрибків у висоту. Він покращив попереднє досягнення, що протрималось 28 років — з 1985-го та належало Рудольфу Поварніцину. Згодом вдруге поспіль став легкоатлетом місяця  (червня). Наступні етапи у Лондоні та Цюриху також переміг стрибнувши відповідно на 2,38 та 2,33. Більша кількість перемог дозволила спортсмену перемогти у Діамантовій лізі та отримати діамант.

#### Чемпіонат світу 2013
13 серпня пройшов кваліфікацію чемпіонату світу, взявши з першої спроби 2,22, а потім 2,29. Прохідний норматив в фінал — 2,31, але ніхто зі спортсменів вирішив його не виконувати, і Богдан за загальними результатами пройшов у фінал. 15 серпня відбувався фінал. Бондаренко вирішив пропускати висоти і розпочати змагання на планці 2,29, яку він взяв з першої спроби. Планку 2,32 пропускав, а наступну 2,35 знову ж таки взяв з першої спроби. 2,38 вирішив не брати, чим дуже ризикував, оскільки його конкуренти Дерек Друен та Мутаз Есса Баршим взяли її з другої та першої спроб, відповідно. Наступна висота для Богдана була 2,41, яку він узяв з другої спроби. Цим стрибком він побив рекорд чемпіонатів світу. Саме ця висота забезпечила йому чемпіонство, оскільки вона більше нікому не підкорилася. Після цього наш співвітчизник намагався побити світовий рекорд, але всі три спроби не увінчалися успіхом. Після змагань спортсмен розповів, що цілий сезон змагався з травмою стопи. Щоб не погіршився стан здоров'я, він був змушений пропускати спроби на змаганні. Цією перемогою Богдан приніс другу золоту медаль для нашої команди на цьому чемпіонаті. Загалом у фіналі він зробив лише 7 спроб до чемпіонства.

### 2014
Бондаренко вже традиційно пропускав зимовий сезон, протягом якого у нього з'явилися два дуже сильні конкуренти: росіянин Іван Ухов і катарець Мутаз Есса Баршим, які брали 2,41. Перший старт Богдана відбувся аж 11 травня на турнірі серії IAAF World Challenge в Токіо, де українець переміг, стрибнувши на 2,40. На змаганнях Golden Gala в Римі, що входить до серії Діамантової ліги, рівних не було Мутазу Баршиму, який легко штурмував висоти, взявши 2,41. Богдан здобув лише друге місце, підкоривши 2,34. Вже за 9 днів, 14 червня, українець знов зійшовся з катарцем, на турнірі Adidas Grand Prix в Нью-Йорку. Між спортсменами відбулася справжня дуель, результатом якої є ряд рекордів. Спортсмени брали висоту за висотою, дойшовши аж до 2,42, яку також взяли. Саме ця висота є повторенням рекорду Європи, новим рекордом України та Азії. Висота світового рекорду 2,46 нікому не підкорилась. 19 липня Б. Бондаренко переміг на етапі Діамантової ліги в Монако з результатом 2,40, встановивши рекорд цих змагань.
На Чемпіонаті Європи в м. Цюрих (Швейцарія) 15 серпня із результатом 2.35 м виборов золото, випередивши іншого українця Андрія Проценка (2.33 м) та росіянина Івана Ухова (2.30 м). Зробивши одну невдалу спробу на висоті 2.43, Бондаренко відмовився від наступних через дощову погоду.
13 вересня 2014-го здобув Континентальний кубок ІААФ у Марракеші, з першої спроби подолав 2,37 м.

### 2015
На чемпіонаті світу, що проходив 22-30 серпня 2015 року в Пекіні із результатом 2,33 м здобув срібло.
Здобув срібну нагороду на останньому етапі Діамантової ліги в Цюриху у вересні 2015-го.

### 2016
Розпочав сезон з перемоги на етапі діаматнової ліги у Шанхаї. Потім виграв ще два етапи: у Рабаті та Римі. Із результатом 2.33 став бронзовим призером Олімпійських ігор 2016 року. Перемогу із результатом 2,38 м здобув канадець Дерек Друен. Другим був катарський стрибун, лідер сезону 2016 року Мутаз Баршим, який подолав висоту 2,36 м.
Після свого виступу Бондаренко прокоментував результати фіналу в Ріо: «Якби мені сказали 10 днів тому, що буде такий результат, я б, мабуть, засмутився, тому що я був у гарній формі. Якби мені сказали про такий результат 3 дні назад — я б не повірив. Оскільки на останньому заключному зборі тут у Бразилії сильно застудився, лікувався. У день кваліфікації лише завершив приймати антибіотики, але все одно почувався не дуже. Хвороба дуже вплинула на мене і мій результат, але Олімпійські ігри поводяться один раз на 4 роки, тому потрібно було боротись. Мені просто не вистачило сил».
До фінального етапу діамантової ліги в Брюсселі Бондаренко залишався лідером заліку по очках (29 очок). На фінальних змаганнях Діамантової Ліги посів восьме місце та залишився на четвертій позиції у підсумковому заліку Діамантової Ліги 2016. 

## Досягнення
- Легкоатлет року в Європі (1): 2013[21]
- Переможець Діамантової ліги (1): 2013[22]

## Державні нагороди
- Орден «За заслуги» I ст. (15 липня 2019) —За досягнення високих спортивних результатів ІІ Європейських іграх у м. Мінську (Республіка Білорусь), виявлені самовідданість та волю до перемоги, піднесення міжнародного авторитету України[23]
- Орден «За заслуги» II ст. (4 жовтня 2016) —За досягнення високих спортивних результатів на Іграх ХХХІ Олімпіади 2016 року в місті Ріо-де-Жанейро (Федеративна Республіка Бразилія), виявлені мужність, самовідданість та волю до перемоги, утвердження міжнародного авторитету України[24]
- Орден «За заслуги» III ст. (24 серпня 2013) —За значний особистий внесок у державне будівництво, соціально-економічний, науково-технічний, культурно-освітній розвиток України, вагомі трудові здобутки та високий професіоналізм[25]
- Почесний громадянин Харківської області (2016)[26].